# Sylvain Trudel
Pour les articles homonymes, voir Trudel.
Sylvain Trudel est un écrivain québécois né à Montréal le 18 mai 1963. 

## Biographie
Il naît à l'hôpital de la Miséricorde de Montréal.
Marqué par sa grand-mère, une femme dévote qui lui offre ses premiers livres, il passe une partie de son enfance dans le quartier montréalais de Rosemont, puis dans le quartier lavalois de Pont-Viau, mais également dans les faubourgs de la ville de Québec et sur les rives du Richelieu.
Après des études collégiales en sciences et en cinéma, il exerce divers petits métiers : quincaillier, déménageur, clown, cueilleur saisonnier et analyste commercial. Il séjourne brièvement en Turquie et dans l’Arctique chez les Inuits. 
À partir de 1985, il se consacre entièrement à l'écriture. Son premier roman, Le Souffle de l'harmattan (1986), où se décèle l'influence de Réjean Ducharme, lui vaut le prix Molson du roman. Du mercure sous la langue, roman paru en 2001, remporte le prix des libraires du Québec 2002. La Mer de la tranquillité, un recueil de nouvelles paru en 2006, est lauréat du prix du Gouverneur général 2007. 
En 1995, il entame en parallèle une prolifique carrière d'auteur de littérature d'enfance et de jeunesse.

## Œuvre

### Romans
- Le Souffle de l'harmattan, Quinze, 1986 (version définitive, 2001)
- Terre du roi Christian, Quinze, 1989
- Zara ou la Mer noire, Quinze, 1993
- Du mercure sous la langue, Les Allusifs, 2001

### Nouvelles
- Les Prophètes, Quinze, 1994
- La Mer de la tranquillité, Les Allusifs, 2006 ; réédition, Buchet/Chastel, 2013

### Ouvrages de littérature d'enfance et de jeunesse
- Le Monsieur qui se prenait pour L'hiver, La Courte Échelle, 1995
- Le Grand Voyage de Marco et de son chien Pistache, (avec Caroline Merola), La Courte Échelle, 1995
- Le Garçon qui rêvait d'être un héros, La Courte Échelle, 1995
- Le Monde de Félix, La Courte Échelle, 1996
- Zoé et les petits diables, La Courte Échelle, 1997
- Le Roi qui venait du bout du monde, La Courte Échelle, 1997
- Le Grenier de monsieur Basile, La Courte Échelle, 1997
- Le Royaume de Bruno, La Courte Échelle, 1998
- Les Dimanches de Julie, La Courte Échelle, 1998
- Une saison au paradis, La Courte Échelle, 1999
- Des héros comme vous et moi, La Courte Échelle, 1999
- L'Ange de monsieur Chose, La Courte Échelle, 1999
- Des voisins qui inventent le monde, La Courte Échelle, 2000
- Yan contre Max Denferre, (avec Suzanne Langlois), La Courte Échelle, 2000
- Le Voleur de poisson d'or, (avec Suzanne Langlois), La Courte Échelle, 2001
- Un secret dans mon jardin, avec Suzanne Langlois, La Courte Échelle, 2001
- L'Été de mes dix ans, avec Suzanne Langlois, La Courte Échelle, 2002
- Pourquoi le monde est comme il est ?, avec Suzanne Langlois, La Courte Échelle, 2002

## Traductions
- Max the Superhero (Le Garçon qui rêvait d'être un héros), traduit en anglais par Sarah Cummins, Formac, 1996
- O fantu, ki si je želel postati junak (Le Garçon qui rêvait d'être un héros), traduit en slovène par Alenka Klabus Vesel, Tuma, 1997
- Will and His World (Le Monde de Félix), traduit en anglais par Sarah Cummins, Formac, 1998
- Los domingos de Julia (Les Dimanches de Julia), traduit en espagnol par Lourdes Huanqui, Edelvives, 2001
- El nen que somiava ser heroi (Le Garçon qui rêvait d'être un héros), traduit en catalan par Elena Martín i Valls, Baula, 2004
- Mit Quecksilber unter der Zunge (Du mercure sous la langue), traduit en allemand par Nathalie Mälzer-Semlinger, Matthes & Seitz Berlin, 2005
- Mercury Under My Tongue (Du mercure sous la langue), traduit en anglais par Sheila Fischman, Soft Skull Press, 2008
- El nino que sonaba con ser heroe (Le Garçon qui rêvait d'être un héros), traduit en espagnol par Teresa Novoa, Luis Vives Editorial, 2009
- Le chiavi della notte (Du mercure sous la langue), traduit en italien par Guia Risari, Alet Edizioni, 2010
- Kvikksølv under tunga (Du mercure sous la langue), traduit en norvégien par Alexander Leborg, Minuskel Forlag, 2010

## Prix et distinctions
- 1986 - Finaliste au Prix du Gouverneur général 1986, Le Souffle de l'harmattan
- 1987 - Prix Molson du roman, Le Souffle de l'harmattan
- 1988 - Prix Canada-Suisse, Le Souffle de l'harmattan
- 1994 - Prix Edgar-Lespérance, Les Prophètes
- 2002 - Prix littéraire intercollégial, Du mercure sous la langue
- 2002 - Prix des libraires du Québec, Du mercure sous la langue
- 2002 - Prix Christie, Pourquoi le monde est comme il est ?
- 2004 - Prix Saint-Exupéry, catégorie francophonie à Paris pour l'ensemble de son  œuvre
- 2007 - Prix du Gouverneur général 2007, La Mer de la tranquillité